# Banu Háshim

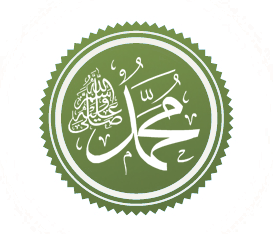

Banu Háshim (en árabe: بنو هاشم) ('Clan Háshim') era un clan de la tribu Quraysh, clan al que pertenecía Mahoma. El bisabuelo de Mahoma era Háshim, de cuyo nombre deriva el del clan. A los miembros de este clan se hace referencia en la versión anglicada de su nombre como Hashemitas (o Hachemíes), Husainíes o Hasaníes.
Los descendientes de Mahoma suelen llevar los títulos de Sayyid, Sayed, Sharif o Mirza.